# Президентские выборы в Иране (2017)
Президентские выборы в Иране — двенадцатые президентские выборы в истории страны, состоявшиеся 19 мая 2017 года. Одновременно прошли местные выборы, а также парламентские выборы в тех избирательных округах где имеются вакантные депутатские мандаты.
С 11 по 15 апреля 2017 года проходила регистрация кандидатов. Действующий президент Хасан Рухани имел право баллотироваться на переизбрание. Его соперниками были Ибрагим Раиси, главный кандидат консерваторов, Мостафа Мирсалим (Исламская коалиционная партия) и Мостафа Хашемитаба, который баллотировался без поддержки партий.
Выборы завершились победой действующего президента Хасана Рухани, переизбранного на второй срок. Согласно результатам, объявленным Министерством внутренних дел, Рухани получил 23,6 из 41 миллиона подсчитанных голосов. За его главного соперника, Ибрагима Раиси, проголосовали 15,8 миллиона человек. 5 августа 2017 года Рухани во второй раз принял присягу в парламенте Ирана.

## Избирательная система
Президент Ирана является высшим выборным должностным лицом в стране и главой правительства, а также вторым по важности лицом после Верховного лидера Ирана. Президент Ирана избирается на 4 года и не может занимать должность более чем 2 срока подряд. Под контролем Верховного лидера Ирана находятся вооруженные силы, судебная система, государственное телевидение и другие ключевые правительственные организации. Существует также неофициальный обычай, по которому члены кабинета министров для основных ведомств согласовываются с Верховным лидером. Действующий верховный лидер Али Хаменеи, находится у власти более трёх десятилетий. Хаменеи принимает окончательные решения о признании результатов выборов в Иране, назначении и увольнении членов кабинета.
Любой гражданин Ирана старше 18 лет мог зарегистрироваться в качестве кандидата в президенты. Проверяет зарегистрированных кандидатов и одобряет участие в выборах Агентство по наблюдению за выборами, управляемое Советом стражей. Совет стражей публично не объявляет причину отклонения конкретного кандидата, хотя эти причины разъясняются каждому кандидату. Женщины, которые регистрируются в качестве кандидатов, неизменно исключаются из числа кандидатов на выборах в Совет.

### Календарь событий
В августе 2016 года Министерством внутренних дел объявило официальные даты, связанные с выборами:
- 11 апреля — начало официальной регистрации кандидатов в МВД
- 11—13 апреля — губернаторы создают Исполнительные советы
- 11 апреля — начало регистрации кандидатов
- 15 апреля — завершение регистрации кандидатов в 18:00 (тегеранское время)
- 16 апреля — Совет стражей конституции начинает проверку зарегистрированных кандидатов
- 21—26 апреля — Совет стражей рассмотрит возможные апелляции со стороны дисквалифицированных кандидатов
- 26 апреля — объявление окончательного списка кандидатов
- 27 апреля — зарегистрированные кандидаты начинают официальные предвыборные кампании
- 17 мая — конец предвыборной кампании
- 18 мая — день тишины
- 19 мая — дата голосования

## Кандидаты

### Регистрация и проверка кандидатов

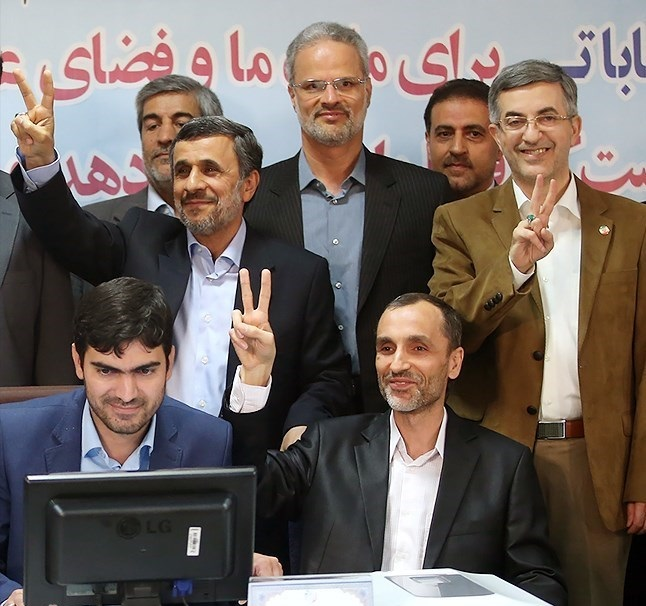
Бывший президент Махмуд Ахмадинежад и поддержавший его бывший вице-президент Хамид Реза Бакаи, зарегистрировались в качестве кандидатов.

За пять дней, отведённых на выдвижение и регистрацию кандидатов свои кандидатуры на пост президента выдвинули в общей сложности 1636 человек, что на 686 кандидатов больше чем на предыдущих выборах в 2013 году. Среди кандидатов было рекордное число 137 женщин. Сотни заявителей были обычными людьми, не имеющими политического прошлого, что противоречило статье 115-й Конституции, согласно которой «Президент должен выбираться из религиозно-политических деятелей». Многие критиковали закон, который позволяет зарегистрироваться почти любому. Некоторые намеревались привлечь общественное внимание, среди них, политзаключённые Мехди Хазали, учёный и блогер, и Гасем Шоле-Саади, правозащитник и бывший парламентарий. Некоторые женщины, выдвигая свои кандидатуры, пытались оспорить юридическое толкование слова «rejal» как «мужчины», прежде всего политик и журналист Азам Талегани.
18 февраля о выдвижении своей кандидатуры заявил бывший вице-президент Ирана Хамид Реза Бакаи, занимавший свою должность при президенте Махмуде Ахмадинежаде. Сам Ахмадинежад, занимавший пост президента в 2005—2013 годах, которому Верховный лидер Али Хаменеи советовал не баллотироваться на третий срок, в сентябре 2016 года обещал, что не будет выдвигать свою кандидатуру. 11 февраля 2017 года он официально заявил, что не поддержит ни одного кандидата, однако в видео, выпущенном 19 марта 2017 года, объявил о своей поддержке Хамида Бакаи, а 12 апреля 2017 года сам зарегистрировался для участия в выборах. В результате, оба политика не были допущены к участию в выборах решением Совета стражей. Также Совет стражей отказался утвердить кандидатуру Мохаммада Гарази, в 1980-х—1990-х годах 14 лет занимавшего посты в правительстве Ирана.

### Утверждённые кандидаты
20 апреля 2017 года Совет стражей объявил список из 6 утверждённых кандидатов, в который вошли реформисты, действующий президент Хасан Рухани, действующий вице-президент Эсхак Джахангири и политик-реформист Мостафа Хашемитаба, а также консерваторы Ибрагим Раиси, глава фонда «Астан-е кудс-е Резави», мэр Тегерана Мохаммад-Багер Галибаф и инженер Мостафа Мирсалим.
15 мая 2017 года Галибаф снял свою кандидатуру в пользу Ибрагима Раиси,
обвинив действующего президента Рухани в финансовых злоупотреблениях и призвав бороться с псевдореволюционерами-соглашателями.
16 мая 2017 года кандидат Эсхак Джахангири снялся с выборов, призвав голосовать за Рухани.
В результате в день голосования 19 мая 2017 года в списках осталось 4 кандидата.
| Кандидат           | Партия                               | Предыдущая должность                                                                                     | Предыдущая должность                                                        | Предыдущая должность | Предыдущая должность                                                                                                |
| Кандидат           | Партия                               | Исполнительная власть                                                                                    | Парламент                                                                   | Суд | Армия/Безопасность                                                                                                  |
| ------------------ | ------------------------------------ | --- | --------------------------------------------------------------------------- | --- | --- |
| Мостафа Хашемитаба | Лидеры строящегося Ирана             | Глава Организации физического воспитания (1994–2001) Министр промышленности и рудников Ирана (1981–1982) | н/д                                                                         | н/д | н/д |
| Ибрагим Раиси      | Ассоциация воинствующего духовенства | н/д | н/д                                                                         | Генпрокурор Ирана (2014–2016) Заместитель Главы судебной власти Ирана (2004–2014) Генеральный инспектор [англ.] (1994–2004) | н/д |
| Хасан Рухани       | Партия умеренности и развития        | Президент (since 2013)                                                                                   | 1-й заместитель Председателя Меджлиса (1992–2000) Член Меджлиса (1980–2000) | н/д | Секретарь Высшего совета национальной безопасности (1989–2005) Заместитель начальника Генштаба ВС Ирана (1988–1989) |
| Мостафа Мирсалим   | Исламская коалиционная партия        | Министр культуры и исламской ориентации (1994–1997) Руководитель Администрации Президента (1982–1989)    | н/д                                                                         | н/д | Командир-смотритель «Шахрбани» (1980–1981)                                                                          |

## Кампания

### Дебаты и телепрограммы
Государственная телерадиокомпания «Голос Исламской республики Иран» (IRIB) предоставляет каждому кандидату 210 минут для выступлений в рамках предвыборной кампании по телевидению. Было запланировано три дискуссионные сессии по вопросам политики, экономики и социальных проблем, которые должен был транслировать Первый канал (IRIB TV1). 20 апреля 2017 года Комиссия по наблюдению за избирательной кампанией объявила, что теледебаты будут транслироваться в записи, однако два дня спустя комиссия отменила своё решение после критики со стороны кандидатов и избирателей. Было решено, что кандидаты будут выступать в специальных программах на телеканалах и радиостанциях IRIB, по 555 минут для каждого кандидата и в общей сложности 1470 минут, включая прения.

### Агитация и методы
Выборы характеризовались использованием популистских практик и чёрного пиара. Консерваторы с самого начала вели клеветническую кампанию против поддерживаемого реформистами Хасана Рухани, в то время как он первоначально воздерживался от подобных методов. Позже Рухани изменил стратегию, начав нападки на своих конкурентов, одновременно действующая администрация стала использовать тактику запугивания, чтобы побудить людей голосовать.
Социальные сети традиционно активно использовались реформистами для проведения кампании, но в 2017 году присутствие консерваторов в соцсетях на выборах было беспрецедентным в политической истории Ирана.

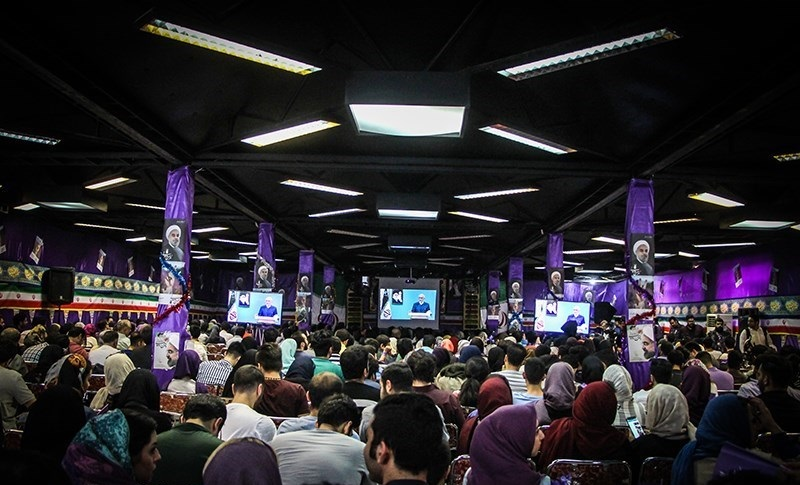
Третьи дебаты кандидатов на пост президента Ирана. Выборы 2017 год

Из шести утверждённых Советом стражей кандидатов трое, действующий президент Хасан Рухани, вице-президент Эсхак Джахангири и политик-реформист Мостафа Хашемитаба, представляли иранских реформистов. Эсхак Джахангири, давний союзник президента Рухани, участвовал в выборах, чтобы поддержать его во время кампании и в телевизионных дебатах, так что иранские СМИ рассматривали его как технического кандидата и считали что он снимет свою кандидатуру в пользу действующего президента. Идея такого хода была предположительно рекомендована четвёртым президентом Ирана Акбаром Хашеми Рафсанджани (1989—1997), который был ключевым покровителем Рухани до своей смерти в январе 2017 года. Другими причинами выдвижения кандидатуры Джахангири были наличие «альтернативного кандидата» на случай, если Совет стражей дисквалифицирует Рухани и повышение его рейтинга для участия в выборах 2021 года. 16 мая 2017 года Джахангири снял свою кандидатуру в пользу Рухани.
Другой кандидат-реформист, Мостафа Хашемитаба, не стал снимать свою кандидатуру, но 15 мая 2017 года заявил, что «проголосует за нынешнего президента, чтобы помочь расширению конструктивного подхода этого правительства».

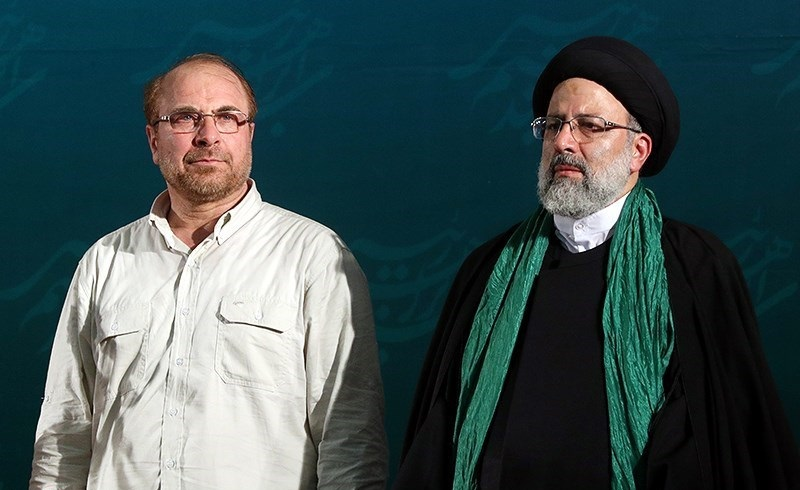
Галибаф на предвыборном митинге Раиси в Мосалле имама Хомейни в тегеранском районе Аббасабад, 16 мая 2017 г.

Среди утвержденных кандидатов трое, глава фонда «Астан-е кудс-е Резави» Ибрагим Раиси, мэр Тегерана Мохаммад-Багер Галибаф и инженер Мостафа Мирсалим, считались фигурами консервативного лагеря. Народный фронт сил Исламской революции (ДЖАМНА), зонтичная организация, созданная в 2016 году для того, чтобы выдвинуть единого кандидата консервативный сил, в конечном итоге одобрила и Раиси, и Галибафа, и было неясно, откажется ли кто-либо из них в пользу такого же консерватора. 15 мая 2017 года Галибаф отказался баллотироваться в пользу Раиси. 18 мая 2017 года Исламская коалиционная партия опубликовала заявление, в котором поддержала кандидатуру Раиси на пост президента, несмотря на то, что кандидат партии Мирсалим не стал выходить из предвыборной гонки.

### Поддержка кандидатов
В поддержку действующего президента Рухани выступили такие крупные и влиятельные политические и общественные организации и движения, как Партия умеренности и развития, Высший совет реформистов по выработке политики, Совет по координации Фронта реформ, Ассоциация боевого духовенства, Ассамблея учёных и исследователей семинарии в Куме, «Лидеры строящегося Ирана», Партия Союза исламского Ирана, Партия национального доверия Ирана, Партия воли иранского народа, Ассоциация последователей линии Имама, Исламская ассоциация преподавателей университетов, Партия солидарности исламского Ирана, Демократическая партия, «Голос иранцев», Рабочий дом, Освободительное движение Ирана, Курдский объединённый фронт, Иранское общество призыва и реформ, «Зелёный путь надежды», Национальный фронт Ирана и Совет националистически-религиозных активистов Ирана.
Среди политических и общественных организаций и движений, поддержавших Раиси, были такие крупные и влиятельные как Народный фронт сил Исламской революции, Фронт устойчивости Исламской революции, Ассоциация воинствующего духовенства, Общество преподавателей семинарии Кума, Исламский Иранский фронт сопротивления, Фронт последователей Имама Хомейни и духовного лидера, Фронт товарищей за эффективность и трансформацию исламского Ирана, «Ансар-е Хезболла», Исламское общество студентов и Исламское общество инженеров.
Консервативная партия Прогрессивный и справедливый народ исламского Ирана поддерживала своего духовного лидера Мохаммад-Багера Галибафа вплоть до его отказа баллотироваться. Исламская коалиционная партия вначале выдвинула председателя своего Центрального совета Мостафу Мирсалима, но позже опубликовала заявление, в котором поддержала кандидатуру Раиси на пост президента, несмотря на то, что сам Мирсалим не стал выходить из предвыборной гонки.
7 марта 2017 года главнокомандующий Корпуса Стражей Исламской революции (КСИР) генерал Мохаммад-Али Джаафари заявил: «Как и в прошлом, никому в КСИР, ни стражам, ни командирам, не разрешается вмешиваться в выборы политически и фракционно или дискредитировать кандидатов». 1 мая 2017 года заместитель командующего КСИР по политическим вопросам генерал Расул Санаи заявил прессе, что Корпус «не поддержит ни одного кандидата на президентских выборах 19 мая».
Религиозные общины
Армянская община Ирана выбрала «позитивный нейтралитет» и не стала поддерживать какого-либо кандидата.
Иранская суннитская община была склонна поддержать Хасана Рухани. Его кандидатуру поддержали духовный лидер иранских суннитов Абдул Хамид Молави, Стратегический совет иранской Ахлу-Сунна (RĀSĀ) и фракция суннитов в иранском парламенте.
Оппозиция в изгнании
Шесть курдских оппозиционных организаций в изгнании, Демократическая партия Курдистана, «Комала», «Хабат», Демократическая партия Иранского Курдистана, Коммунистическая организация Иранского Курдистана и Коммунистическая партия Курдистана, заявили в совместном заявлении, что будут бойкотировать выборы. Однако их призыв был в основном проигнорирован иранскими курдами, так, в провинции Кордестан явка на выборах составила 58 %, при этом, по словам губернатора, 73 % избирателей проголосовали за Рухани, что намного выше, чем в среднем по стране.
Моджахедин-э Халк и связанный с ней Национальный совет сопротивления Ирана, решили бойкотировать выборы.
Реза Пехлави, лидер Национального совета Ирана и наследный принц (шахзаде), назвал выборы «обманом» и призвал иранцев бойкотировать их.

## Опросы

### Опросы иностранных организаций
Ниже приведены результаты опросов иранских избирателей, проведённых организациями IranPoll (дочерняя компания People Analytics Inc., Торонто, Канада) и IPPO Group (International Perspectives for Public Opinion, Вашингтон, округ Колумбия, США).
| Дата                                                     | Организация | Кол-во опрошенных | Погрешность   | Хасан Рухани | Ибрагим Раиси | Мохаммад-Багер Галибаф | Мостафа Мирсалим | Эсхак Джахангири | Мостафа Хашемитаба | Не определились | Отказались отвечать | Другие |
| Дата                                                     | Организация | Кол-во опрошенных | Погрешность   | Рухани       | Раиси         | Галибаф                | Мирсалим         | Джахангири       | Хашемитаба         | Не определились | Отказались отвечать | Другие |
| -------------------------------------------------------- | ----------- | ----------------- | ------------- | ------------ | ------------- | ---------------------- | ---------------- | ---------------- | ------------------ | --------------- | ------------------- | ------ |
| 17 мая 2017                                              | iPPO        | 1203              | [±2,83,±4,06] | 35,9 %       | 18 %          | 2,3 %                  | 0,5 %            | 0,2 %            | 0 %                | 16,4 %          | 20 %                | 7 %    |
| 16 мая: Джахангири снял свою кандидатуру в пользу Рухани |             |                   |               |              |               |                        |                  |                  |                    |                 |                     |        |
| 16 мая 2017                                              | IranPoll    | 1007              | ±3,09 %       | 60,4 %       | 39,6 %        | н/д                    | н/д              | н/д              | н/д                | н/д             | н/д                 | н/д    |
| 16 мая 2017                                              | IranPoll    | 1007              | ±3,09 %       | 58 %         | 36,4 %        | н/д                    | <2 %             | <2 %             | <2 %               | н/д             | н/д                 | н/д    |
| 15—16 мая 2017                                           | iPPO        | 1194              | [±2,83,±3,89] | 30 %         | 13 %          | 5 %                    | 1 %              | <1 %             | 1 %                | 24 %            | 22 %                | 10 %   |
| 15 мая: Галибаф снял свою кандидатуру в пользу Раиси     |             |                   |               |              |               |                        |                  |                  |                    |                 |                     |        |
| 13—15 мая 2017                                           | iPPO        | 1376              | [±2,64,±3,92] | 27 %         | 10 %          | 8 %                    | 1 %              | 1 %              | <1 %               | 24 %            | 22 %                | 4 %    |
| 11—14 мая 2017                                           | iPPO        | 1122              | [±2,93,±4,30] | 28 %         | 12 %          | 9 %                    | 1 %              | 1 %              | <1 %               | 24 %            | 22 %                | 4 %    |
| 10—13 мая 2017                                           | iPPO        | 1012              | [±3,08,±4,73] | 29,1 %       | 10,7 %        | 12 %                   | 0,6 %            | 0,3 %            | 0,1 %              | 25,5 %          | 13,1 %              | 8,7 %  |
| 9—12 мая 2017                                            | iPPO        | 1199              | [±2,83,±3,75] | 30 %         | 11 %          | 12 %                   | 1 %              | <1 %             | <1 %               | 25 %            | 11 %                | 9 %    |
| 8—11 мая 2017                                            | iPPO        | 1212              | [±2,81,±3,74] | 29 %         | 11 %          | 12 %                   | <1 %             | 1 %              | <1 %               | 28 %            | 10 %                | 10 %   |
| 7—10 мая 2017                                            | iPPO        | 1189              | [±2.82,±3.75] | 28 %         | 10 %          | 10 %                   | <1 %             | <1 %             | <1 %               | 30 %            | 8 %                 | 14 %   |
| 6—9 мая 2017                                             | iPPO        | 1189              | [±2,84,±3,82] | 23 %         | 9 %           | 11 %                   | 1 %              | <1 %             | <1 %               | 33 %            | 10 %                | 14 %   |
| 5—8 мая 2017                                             | iPPO        | 1076              | [±2,99,±3,91] | 24,4 %       | 6,9 %         | 10,3 %                 | 0,7 %            | 0,7 %            | 0,1 %              | 35,6 %          | 9,7 %               | 11,6 % |
| 4—7 мая 2017                                             | iPPO        | 1000              | [±3,10,±3,90] | 24,5 %       | 4,6 %         | 10,5 %                 | 0,8 %            | 1,3 %            | 0,4 %              | 36,3 %          | 9,3 %               | 12,3 % |
| 4—7 мая 2017                                             | iPPO        | 947               | [±3,18,±3,90] | 26 %         | 5,5 %         | 11,8 %                 | 0,8 %            | 1,4 %            | 0,2 %              | 38,9 %          | 10,3 %              | 5,1 %  |

### Опросы иранских организаций
Ниже приведены результаты опросов, проведённых иранскими организациями. Постоянная проблема иранских опросов общественного мнения в том, что их организаторы не раскрывают информацию о таких стандартных элементах как, методология, размер выборки и предел погрешности, без чего такие опросы не могут считаться надёжными источниками информации.
| Дата              | Организация   | Хасан Рухани | Мохаммад-Багер Галибаф | Ибрагим Раиси | Эсхак Джахангири | Мостафа Мирсалим | Мостафа Хашемитаба | Нет ответа | Ни один из них |
| Дата              | Организация   | Рухани       | Раиси                  | Галибаф       | Мирсалим         | Джахангири       | Хашемитаба         | Нет ответа | Ни один из них |
| ----------------- | ------------- | ------------ | ---------------------- | ------------- | ---------------- | ---------------- | ------------------ | ---------- | -------------- |
| 15 мая 2017       | APCAF Porsesh | 55,47 %      | н/д                    | 28,46 %       | 3,66 %           | 2,18 %           | 1,41 %             | 6,26 %     | н/д            |
| 13 мая 2017       | ISPA          | 47,2 %       | 19,5 %                 | 25,2 %        | 3,1 %            | 2,1 %            | 1,4 %              | н/д        | н/д            |
| 13 мая 2017       | ISPA          | 43,2 %       | 21,7 %                 | 24,7 %        | 3,6 %            | 2,8 %            | 1,7 %              | н/д        | н/д            |
| 13 мая 2017       | ISPA          | 49,9 %       | н/д                    | 41,3 %        | н/д              | н/д              | н/д                | 2,3 %      | 4,8 %          |
| 7-8 мая 2017      | ISPA          | 41,6 %       | 24,6 %                 | 26,7 %        | 3,2 %            | 2,8 %            | 1,2 %              | н/д        | н/д            |
| 7-8 мая 2017      | ISPA          | 47,7 %       | н/д                    | 38,7 %        | н/д              | н/д              | н/д                | н/д        | н/д            |
| 7-8 мая 2017      | ISPA          | 44,8 %       | 44,1 %                 | н/д           | н/д              | н/д              | н/д                | н/д        | н/д            |
| 23—24 апреля 2017 | ISPA          | 43,5 %       | 22,6 %                 | 17,4 %        | 3,6 %            | 2.1 %            | 2,8 %              | 8,1 %      | н/д            |
| 23—24 апреля 2017 | ISPA          | 52,9 %       | н/д                    | 32,4 %        | н/д              | н/д              | н/д                | 3,5 %      | 11,2 %         |
| 23—24 апреля 2017 | ISPA          | 49 %         | 37,7 %                 | н/д           | н/д              | н/д              | н/д                | 3,7 %      | 9,6 %          |
| До 24 апреля 2017 | IRIB          | 1-е          | 2-е                    | 3-е           | н/д              | н/д              | н/д                | н/д        | н/д            |
| До 24 апреля 2017 | IRIB          | 43,3 %       | н/д                    | 27 %          | н/д              | н/д              | н/д                | н/д        | н/д            |
| До 24 апреля 2017 | IRIB          | 40,9 %       | 34,6 %                 | н/д           | н/д              | н/д              | н/д                | н/д        | н/д            |
| До 24 апреля 2017 | IRIB          | н/д          | 36,5 %                 | 27 %          | н/д              | н/д              | н/д                | н/д        | н/д            |

## Процесс голосования
Выборы начались в 8 часов утра (IRST) в пятницу, 29 мая 2017 года. Они проводились на 63 429 избирательных участках внутри страны. В организации голосования приняли участие около 1,5 миллиона исполнителей и наблюдателей, 350 000 сил безопасности, 70 000 инспекторов и около 100 000 представителей местных губернаторов.
Из-за «огромного ажиотажа» среди граждан, принявших активное участие в голосовании, время голосования было продлено до полуночи, что является последним возможным временем, разрешённым законом.
За границей проживает около 2,5 млн граждан, имеющих право голоса на выборах. Для них голосование было организовано в 103 странах, включая США. Провести голосование в Канаде, в которой проживает не менее 400 000 иранцев, не получилось, так как эта страна не имеет дипломатических отношений с Ираном. В результате, канадским иранцам пришлось голосовать на территории США.

## Результаты выборов
Согласно окончательным данным, из зарегистрированных 56 610 234 избирателей в выборах приняло участие 41 366 085 человек. Явка составила 73,33 %. Министерство внутренних дел объявляло результаты постепенно после полуночи (по местному времени) после закрытия избирательных участков. Окончательные результаты были объявлены 8 июня 2017 года.
| Президентские выборы в Иране 2017 года         | Президентские выборы в Иране 2017 года         | Президентские выборы в Иране 2017 года         | Президентские выборы в Иране 2017 года | Президентские выборы в Иране 2017 года |
| Кандидат                                       | Кандидат                                       | Партия                                         | Голоса                                 | %                                      |
| ---------------------------------------------- | ---------------------------------------------- | ---------------------------------------------- | -------------------------------------- | -------------------------------------- |
|                                                | Хасан Рухани                                   | Партия умеренности и развития                  | 23 636 652                             | 57,14                                  |
|                                                | Ибрагим Раиси                                  | Ассоциация воинствующего духовенства           | 15 835 794                             | 38,28                                  |
|                                                | Мостафа Мирсалим                               | Исламская коалиционная партия                  | 478 267                                | 1,16                                   |
|                                                | Мостафа Хашемитаба                             | Лидеры строящегося Ирана                       | 214 441                                | 0,52                                   |
| Действительные голоса                          | Действительные голоса                          | Действительные голоса                          | 40 165 154                             | 97,10                                  |
| Недействительные голоса                        | Недействительные голоса                        | Недействительные голоса                        | 1 200 931                              | 2,90                                   |
| Общее количество голосов                       | Общее количество голосов                       | Общее количество голосов                       | 41 366 085                             | 100                                    |
| Зарегистрированное количество избирателей/явка | Зарегистрированное количество избирателей/явка | Зарегистрированное количество избирателей/явка | 56 410 234                             | 73,33                                  |
| Source: МВД Ирана                              |                                                |                                                |                                        |                                        |

### Голосование по провинциям
В таблице ниже приведены официальные результаты голосования по провинциям:
| Провинции за Рухани |
| Провинции за Раиси  |

| Провинция               | Рухани  | Раиси   | Мирсалим | Хашемитаба | Источник                                              |
| ----------------------- | ------- | ------- | -------- | ---------- | ----------------------------------------------------- |
| Альборз                 | 832050  | 390488  | 16553    | 5953       | Архивная копия от 19 августа 2017 на Wayback Machine  |
| Ардебиль                | 404196  | 256879  | 8388     | 3551       | Архивная копия от 13 сентября 2019 на Wayback Machine |
| Азербайджан Восточный   | 1284111 | 661627  | 27581    | 14227      | Архивная копия от 16 ноября 2018 на Wayback Machine   |
| Азербайджан Западный    | 1030101 | 473785  | 18384    | 13967      | Архивная копия от 13 сентября 2019 на Wayback Machine |
| Бушир                   | 328806  | 223278  | 3806     | 1983       | Архивная копия от 23 декабря 2017 на Wayback Machine  |
| Чехармехаль и Бахтиария | 270619  | 218607  | 5576     | 2115       | Архивная копия от 13 сентября 2019 на Wayback Machine |
| Фарс                    | 1511841 | 903027  | 19346    | 9071       | Архивная копия от 17 ноября 2018 на Wayback Machine   |
| Гилян                   | 1043285 | 442728  | 17603    | 7750       | (недоступная ссылка)                                  |
| Голестан                | 610974  | 358108  | 8594     | 4560       | Архивная копия от 13 сентября 2019 на Wayback Machine |
| Хамадан                 | 418256  | 483285  | 14637    | 6008       | Архивная копия от 19 января 2018 на Wayback Machine   |
| Хормозган               | 480743  | 370359  | 8571     | 4457       | Архивная копия от 13 сентября 2019 на Wayback Machine |
| Илам                    | 188925  | 133023  | 2781     | 1143       | Архивная копия от 18 ноября 2018 на Wayback Machine   |
| Исфахан                 | 1391233 | 1038635 | 37544    | 17897      | (недоступная ссылка)                                  |
| Керман                  |         |         |          |            |                                                       |
| Керманшах               | 699654  | 313894  | 8787     | 4173       | Архивная копия от 18 ноября 2018 на Wayback Machine   |
| Хорасан Северный        | 231313  | 272697  | 6028     | 2116       | Архивная копия от 13 сентября 2019 на Wayback Machine |
| Хорасан-Резави          | 1422110 | 1885838 | 23270    | 13929      | Архивная копия от 13 сентября 2019 на Wayback Machine |
| Хорасан Южный           | 159433  | 301976  | 2916     | 1058       | Архивная копия от 13 сентября 2019 на Wayback Machine |
| Хузестан                | 1162954 | 896184  | 23626    | 14584      | Архивная копия от 13 сентября 2019 на Wayback Machine |
| Кохгилуйе и Бойерахмед  | 183641  | 176140  | 2052     | 632        | Архивная копия от 13 сентября 2019 на Wayback Machine |
| Кордистан               | 467700  | 155036  | 10241    | 8672       |                                                       |
| Лурестан                | 455277  | 363300  | 7661     | 3324       | Архивная копия от 16 ноября 2018 на Wayback Machine   |
| Меркези                 | 376905  | 377051  | 11449    | 4437       | Архивная копия от 13 сентября 2019 на Wayback Machine |
| Мазендеран              | 1256362 | 726478  | 25486    | 10811      | Архивная копия от 16 ноября 2018 на Wayback Machine   |
| Казвин                  | 395911  | 303469  | 11907    | 3958       | Архивная копия от 28 апреля 2019 на Wayback Machine   |
| Кум                     | 219443  | 350269  | 13327    | 5518       | Архивная копия от 17 ноября 2018 на Wayback Machine   |
| Семнан                  | 182279  | 200658  | 5758     | 2100       | Архивная копия от 27 марта 2018 на Wayback Machine    |
| Систан и Белуджистан    | 875398  | 313985  | 5933     | 3471       | Архивная копия от 18 ноября 2018 на Wayback Machine   |
| Тегеран                 | 4388012 | 1918116 | 8970     | 3338       | Архивная копия от 21 декабря 2018 на Wayback Machine  |
| Йезд                    | 402995  | 206514  | 6141     | 2904       | Архивная копия от 18 ноября 2018 на Wayback Machine   |
| Зенджан                 | 260049  | 294603  | 9760     | 3213       | Архивная копия от 16 ноября 2018 на Wayback Machine   |

### Зарубежное голосование
В таблице ниже приведены официальные результаты голосования по странам:
| Страны за Рухани |
| Страны за Раиси  |

| Страна         | Рухани | Раиси | Мирсалим | Хашемитаба | Источник                                            |
| -------------- | ------ | ----- | -------- | ---------- | --------------------------------------------------- |
| Афганистан     | 229    | 71    | 12       | 2          | Архивная копия от 12 июля 2017 на Wayback Machine   |
| Алжир          | 27     | 10    | 0        | 0          | Архивная копия от 12 июля 2017 на Wayback Machine   |
| Армения        | 1443   | 76    | 8        | 5          | Архивная копия от 12 июля 2017 на Wayback Machine   |
| Австралия      | 9951   | 235   | 13       | 8          | Архивная копия от 12 июля 2017 на Wayback Machine   |
| Азербайджан    | 1263   | 113   | 6        | 8          | Архивная копия от 12 июля 2017 на Wayback Machine   |
| Бангладеш      | 40     | 8     | 1        | 2          | Архивная копия от 12 июля 2017 на Wayback Machine   |
| Бруней         | 15     | 2     | 0        | 2          | Архивная копия от 12 июля 2017 на Wayback Machine   |
| Буркина-Фасо   | 6      | 1     | 0        | 0          | Архивная копия от 12 июля 2017 на Wayback Machine   |
| Китай          | 1633   | 177   | 9        | 6          | Архивная копия от 12 июля 2017 на Wayback Machine   |
| Конго          | 9      | 4     | 1        | 0          | Архивная копия от 12 июля 2017 на Wayback Machine   |
| Хорватия       | 33     | 3     | 0        | 0          | Архивная копия от 12 июля 2017 на Wayback Machine   |
| Кипр           | 1399   | 50    | 3        | 3          | Архивная копия от 12 июля 2017 на Wayback Machine   |
| Чехия          | 194    | 4     | 0        | 0          | Архивная копия от 12 июля 2017 на Wayback Machine   |
| Дания          | 953    | 73    | 2        | 4          | Архивная копия от 12 июля 2017 на Wayback Machine   |
| Египет         | 48     | 6     | 1        | 0          | Архивная копия от 12 июля 2017 на Wayback Machine   |
| Эфиопия        | 17     | 4     | 0        | 0          | Архивная копия от 12 июля 2017 на Wayback Machine   |
| Финляндия      | 419    | 17    | 5        | 1          | Архивная копия от 12 июля 2017 на Wayback Machine   |
| Франция        | 3225   | 112   | 7        | 11         | Архивная копия от 12 июля 2017 на Wayback Machine   |
| Грузия         | 1145   | 80    | 3        | 7          | Архивная копия от 12 июля 2017 на Wayback Machine   |
| Германия       | 11926  | 574   | 33       | 24         |                                                     |
| Гана           | 38     | 2     | 0        | 0          | Архивная копия от 12 июля 2017 на Wayback Machine   |
| Греция         | 189    | 16    | 2        | 1          | Архивная копия от 12 июля 2017 на Wayback Machine   |
| Гвинея-Бисау   | 13     | 3     | 0        | 0          | Архивная копия от 12 июля 2017 на Wayback Machine   |
| Гонконг        | 59     | 5     | 0        | 1          | Архивная копия от 12 июля 2017 на Wayback Machine   |
| Венгрия        | 1176   | 34    | 2        | 1          | Архивная копия от 12 июля 2017 на Wayback Machine   |
| Индия          | 1434   | 180   | 16       | 3          | Архивная копия от 12 июля 2017 на Wayback Machine   |
| Индонезия      | 91     | 18    | 2        | 1          | Архивная копия от 12 июля 2017 на Wayback Machine   |
| Ирак           | 10070  | 18608 | 345      | 187        | Архивная копия от 12 июля 2017 на Wayback Machine   |
| Япония         | 444    | 61    | 2        | 3          | Архивная копия от 12 июля 2017 на Wayback Machine   |
| Иордания       | 49     | 12    | 3        | 0          | Архивная копия от 12 июля 2017 на Wayback Machine   |
| Казахстан      | 185    | 154   | 2        | 0          | Архивная копия от 12 июля 2017 на Wayback Machine   |
| Кения          | 66     | 8     | 1        | 1          | Архивная копия от 12 июля 2017 на Wayback Machine   |
| Кувейт         | 4,340  | 1,901 | 78       | 41         | Архивная копия от 12 июля 2017 на Wayback Machine   |
| Киргизстан     | 103    | 19    | 1        | 1          | Архивная копия от 12 июля 2017 на Wayback Machine   |
| Ливан          | 401    | 533   | 4        | 3          | Архивная копия от 12 июля 2017 на Wayback Machine   |
| Мадагаскар     | 10     | 6     | 0        | 0          | Архивная копия от 12 июля 2017 на Wayback Machine   |
| Малайзия       | 2516   | 103   | 8        | 3          | Архивная копия от 12 июля 2017 на Wayback Machine   |
| Мали           | 8      | 4     | 0        | 0          | Архивная копия от 12 июля 2017 на Wayback Machine   |
| Марокко        | 44     | 2     | 0        | 0          | Архивная копия от 12 июля 2017 на Wayback Machine   |
| Намибия        | 6      | 3     | 0        | 0          | Архивная копия от 12 июля 2017 на Wayback Machine   |
| Нидерланды     | 1944   | 124   | 11       | 4          | Архивная копия от 12 июля 2017 на Wayback Machine   |
| Новая Зеландия | 914    | 34    | 4        | 0          | Архивная копия от 12 июля 2017 на Wayback Machine   |
| Нигер          | 8      | 1     | 0        | 0          | Архивная копия от 12 июля 2017 на Wayback Machine   |
| Нигерия        | 10     | 4     | 0        | 1          | Архивная копия от 12 июля 2017 на Wayback Machine   |
| КНДР           | 362    | 31    | 1        | 1          | Архивная копия от 12 июля 2017 на Wayback Machine   |
| Норвегия       | 806    | 37    | 2        | 2          | Архивная копия от 12 июля 2017 на Wayback Machine   |
| Оман           | 1082   | 225   | 22       | 11         | Архивная копия от 12 июля 2017 на Wayback Machine   |
| Пакистан       | 693    | 112   | 6        | 11         | Архивная копия от 12 июля 2017 на Wayback Machine   |
| Филиппины      | 181    | 23    | 1        | 0          | Архивная копия от 12 июля 2017 на Wayback Machine   |
| Польша         | 155    | 11    | 4        | 0          | Архивная копия от 12 июля 2017 на Wayback Machine   |
| Катар          | 1,963  | 622   | 32       | 0          | Архивная копия от 12 июля 2017 на Wayback Machine   |
| Румыния        | 246    | 23    | 2        | 0          | Архивная копия от 12 июля 2017 на Wayback Machine   |
| Россия         | 1030   | 167   | 13       | 6          | Архивная копия от 12 июля 2017 на Wayback Machine   |
| Сенегал        | 13     | 11    | 0        | 1          | Архивная копия от 12 июля 2017 на Wayback Machine   |
| Сербия         | 66     | 4     | 1        | 0          | Архивная копия от 12 июля 2017 на Wayback Machine   |
| Сьерра-Леоне   | 5      | 4     | 0        | 0          | Архивная копия от 12 июля 2017 на Wayback Machine   |
| Сингапур       | 287    | 10    | 2        | 0          | Архивная копия от 12 июля 2017 на Wayback Machine   |
| ЮАР            | 295    | 24    | 3        | 2          | Архивная копия от 12 июля 2017 на Wayback Machine   |
| Южная Корея    | 6      | 6     | 0        | 0          | Архивная копия от 12 июля 2017 на Wayback Machine   |
| Шри Ланка      | 285    | 17    | 2        | 3          | Архивная копия от 12 июля 2017 на Wayback Machine   |
| Швеция         | 3039   | 194   | 13       | 6          | Архивная копия от 12 июля 2017 на Wayback Machine   |
| Швейцария      | 1475   | 80    | 7        | 4          | Архивная копия от 12 июля 2017 на Wayback Machine   |
| Сирия          | 360    | 2196  | 11       | 7          | Архивная копия от 12 июля 2017 на Wayback Machine   |
| Таджикистан    | 407    | 51    | 3        | 3          | Архивная копия от 12 июля 2017 на Wayback Machine   |
| Танзания       | 83     | 30    | 1        | 1          | Архивная копия от 12 июля 2017 на Wayback Machine   |
| Таиланд        | 347    | 43    | 0        | 0          | Архивная копия от 12 июля 2017 на Wayback Machine   |
| Тунис          | 36     | 14    | 0        | 1          | Архивная копия от 12 июля 2017 на Wayback Machine   |
| Турция         | 4723   | 188   | 24       | 8          | Архивная копия от 12 июля 2017 на Wayback Machine   |
| Туркменистан   | 204    | 60    | 2        | 1          | Архивная копия от 12 июля 2017 на Wayback Machine   |
| Уганда         | 23     | 10    | 0        | 0          | Архивная копия от 12 июля 2017 на Wayback Machine   |
| ОАЭ            | 9919   | 1127  | 63       | 39         | Архивная копия от 12 июля 2017 на Wayback Machine   |
| Великобритания | 9472   | 530   | 35       | 18         |                                                     |
| США            | 29118  | 1038  | 118      | 38         | Архивная копия от 16 ноября 2018 на Wayback Machine |
| Узбекистан     | 89     | 14    | 0        | 0          | Архивная копия от 12 июля 2017 на Wayback Machine   |
| Вьетнам        | 22     | 0     | 0        | 0          | Архивная копия от 12 июля 2017 на Wayback Machine   |
| Зимбабве       | 38     | 4     | 0        | 0          | Архивная копия от 12 июля 2017 на Wayback Machine   |

### Карты и графики

Победители президентских выборов в Иране 2017 года по провинциям
Результаты президентских выборов в Иране 2017 года по провинциям. Размер каждой круговой диаграммы пропорционален общему количеству голосов в каждой провинции
Результаты президентских выборов в Иране 2017 года по провинциям. Площадь каждой провинции пропорциональна количеству её голосов.
Победители президентских выборов в Иране 2017 года по шахрестанам
Голоса, полученные Рухани по провинциям и шахрестанам
Голоса, полученные Раиси по провинциям и шахрестанам
Результаты президентских выборов в Иране 2017 года по провинциям. Размер каждой провинции пропорционален её населению.
Результат президентских выборов в Иране 2017 года (гистограмма)
Результат президентских выборов в Иране 2017 года (круговая диаграмма)
Явка избирателей по каждой провинции

Как зарубежная диаспора проголосовала на президентских выборах в Иране 2017 года

### Протесты
21 мая 2017 года Ибрагим Раиси написал письмо в Совет стражей, возражая против результатов выборов.

## Утверждения о иностранном вмешательстве
В ходе выборов несколько иранских аналитиков и чиновников предупредили о возможном иностранном вмешательстве в ходе голосования и подсчёта голосов. Так, глава судебной системы Ирана Садик Лариджани в апреле 2017 года заявил, что американцы могут вынашивать планы в отношении предстоящих выборов в Иране и призвал иранский народ сохранять бдительность, так как Вашингтон и другие могут попытаться вмешаться в предстоящие выборы.
20 апреля 2017 года Рустам Минниханов, президент Татарстана и посланник российского президента Владимира Путина, встретился в Мешхеде с кандидатом Ибрагимом Раиси как с главой фонда «Астан-е кудс-е Резави». Депутат-реформист Алиреза Рахими поставил под сомнение официальную причину встречи и попросил дать объяснения по поводу её причин, сославшись на предполагаемое вмешательство России в выборы в США в 2016 году. «Недавняя встреча вызывает подозрение во вмешательстве в выборы, что неуместно», — сказал он. Согласно официальному Информационному агентству Исламской Республики, Минниханов днём ранее в Тегеране встретился с вице-президентом Эсхаком Джахангири, чтобы обсудить двусторонние отношения.

## Реакция внутри Ирана

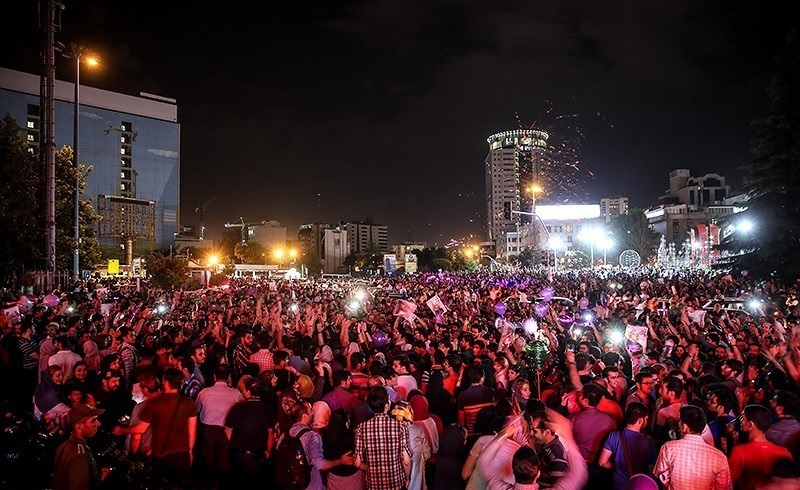
Сторонники Рухани празднуют его переизбрание на тегеранской улице Вали-Аср

Десятки тысяч сторонников президента Хассана Рухани вышли на улицы Тегерана, чтобы отпраздновать переизбрание действующего президента. Индекс Тегеранской фондовой биржи вырос после того, как стали известны результаты выборов, почти на 1 % превысив максимальный уровень за три месяца.
- Высший руководитель Ирана великий аятолла Али Хаменеи выступил с посланием, в котором высоко оценил иранский народ за его «массовую и эпическую» явку на выборах: «Победителем вчерашних выборов являются вы, иранский народ и исламский истеблишмент, которым удалось завоевать растущее доверие этой большой нации, несмотря на заговор и усилия врагов».[125] В то же время он не поздравил Рухани, вопреки тому, что было сделано после выборов 2013 года.[126]
- Из проигравших кандидатов Рухани с переизбранием поздравили Мостафа Мирсалим и Мостафа Хашимитаба,[127] в то время как Ибрагим Раиси этого не сделал.[128] Рухани также поздравили Мохаммад-Багер Галибаф[129] и Эсхак Джахангири,[130] снявшие свои кандидатуры.
- Хассан Рухани в телевизионной речи после объявления о своей победе на выборах заявил: «иранцы чётко и недвусмысленно направили своё послание миру на выборах в пятницу», добавив, что «наша нация хочет жить в мире и дружбе с миром, но в то же время она не примет никакого унижения или угрозы».[131]
- Рухани с переизбранием на пост президента также поздравили Председатель парламента Али Лариджани[132] и секретарь Высшего совета национальной безопасности контр-адмирал Али Шамхани.[133]
- Министр иностранных дел Мохаммад Джавад Зариф сказал: «Мы получаем стабильность не от „коалиций“, а от нашего народа, который, в отличие от многих, голосует»,[134] намекая на сообщения о том, что президент США Дональд Трамп хотел создать суннитскую «коалицию» против Ирана во время своего визита в Саудовскую Аравию, где выборы являются аномалией.[135]